# Басаков Віктор Парфенович
Віктор Парфенович Басаков (1874–1933) — російський судовий діяч і політик, член IV Державної думи від Чернігівської губернії. Учасник Лютневої революції.

## Життєпис
Православний. Із спадкових дворян Чернігівської губернії. Мав дві садиби в Кролевці.
Після закінчення Імператорського училища правознавства у 1897 році розпочав службу молодшим кандидатом на судові посади при Київській судовій палаті. Успішно пройшовши випробування на звання старшого кандидата при тій же судовій палаті, був відряджений до виправлення посади товариша прокурора при Ніжинському, а потім Київському окружному суді.
У 1901 році був призначений виконувачем посади судового слідчого 2-ї ділянки Кролевецького повіту, округу Ніжинського окружного суду, а в 1903 році — товаришем прокурора Віленського окружного суду, з відрядженням у 1907 році до прокурорського нагляду Санкт-Петербурзького окружного суду. У 1908 році призначений діловодом відділення особового складу Міністерства юстиції, в 1909 році — за обер-прокурорським столом в судовому департаменті Сенату із збереженням посади діловода, а в 1910 році — редактором того ж відділу з залишенням в обер-прокурорському нагляді. Отримав чин статського радника.
Крім того, був обираний гласним Кролевецької міської думи та почесним мировим суддею Кролевецького повіту. Був почесним доглядачем Кролевецької ремісничої школи.
1912 року був обраний членом IV Державної думи від 1-го з'їзду міських виборців Чернігівської губернії. Входив до фракції російських націоналістів і помірковано-правових, потім був товаришем голови фракції центру. Був обраний товаришем секретаря Думи. Був головою редакційної комісії, а також членом комісій: торгівлі і промисловості, мисливства, судових реформ, виконання державного розпису доходів і витрат, бюджетної та з народної освіти. Входив у Прогресивний блок. Був членом «Англійської» масонської ложі в Санкт-Петербурзі, яка в 1912 році, ймовірно, увійшла до «Великого сходу народів Росії».
Як депутат восени 1914 р. перебував на фронті, де роздавав подарунки солдатам та оглядав лазарети.
Брав участь у Лютневій революції. З 28 лютого по 7 березня 1917 був комісаром Тимчасового комітету Державної думи у Міністерства юстиції. Потім був комісаром ВКГД в Особливій комісії з опіки над поранениими і скаліченими воїнами і в установах Верховної ради з піклування родин осіб, покликаних на війну, а також родин поранених і полеглих воїнів. З 25 травня 1917 року був членом Особливої наради для створення проєкту Положення про вибори до Установчих зборів.
Після Жовтневого перевороту емігрував до Франції. Помер у 1933 році в шпиталі Біянкура. Похований на місцевому цвинтарі.